# Palazzo Comunale (Prato)
Il palazzo Comunale di Prato si trova in piazza del Comune, prospiciente palazzo Pretorio. Dal 1287 è sede del Comune di Prato.

## Storia

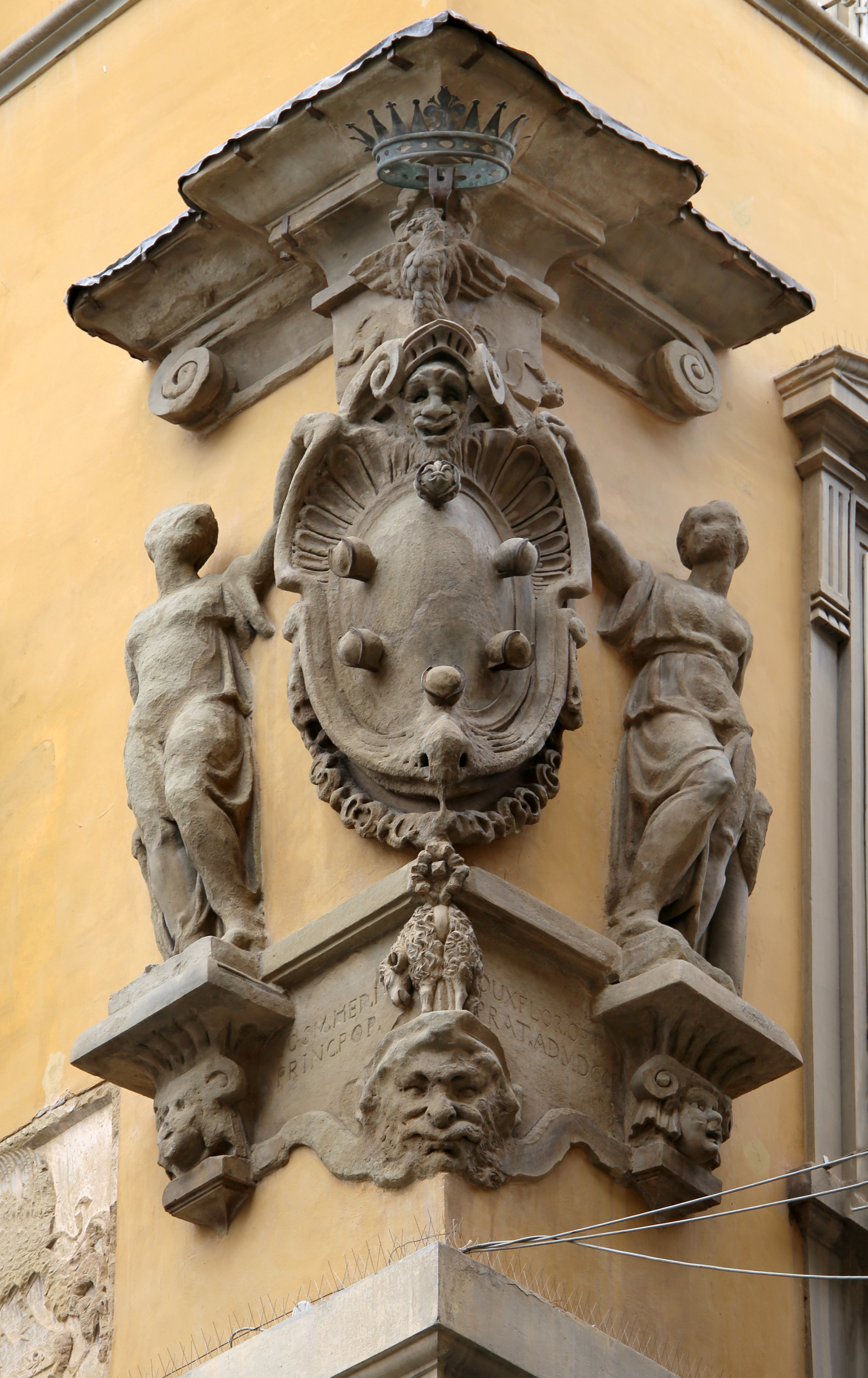
Lo stemma mediceo sulla facciata, di Battista del Tasso

Dotato di portici, il Palazzo Comunale - sede delle magistrature cittadine - era interamente occupato al primo piano dal vasto salone per i consigli generali, utilizzato quasi ininterrottamente dal 1287 ad oggi. Confinava a ovest con le case dei Marinari (attuale ala corta), che dal 1316 furono collegate al Palazzo del Popolo (detto Palazzo Pretorio) con un ponte sospeso sulla strada, per utilizzarle come dimore per i magistrati. Il piano terreno era occupato da una stalla e da botteghe (in seguito soprattutto macellerie): quella verso la piazza fu ristrutturata dal Datini per farne un fondaco, trasformato poi nell’attuale loggiato (1466).
La facciata attuale, con un grande stemma mediceo all'angolo (1550), venne uniformata nel 1791. 
Nel salone del Consiglio Comunale sono conservati due affreschi del XIV secolo, che rappresentano una Allegoria della Giustizia e una Madonna col Bambino, tra i Santi Stefano e Giovanni Battista di Antonio e Pietro di Miniato. Il ritrovamento di quest'ultimo affresco avvenne nel 1857.

## La galleria comunale
Qui, nel 1858, trovò spazio la prima Galleria Comunale, istituita da Gaetano Guasti, allora segretario e poi sindaco dal 1867 al 1870. Fu grazie a Gaetano Guasti che le due piccole e disadorne stanze, in cui le opere, nel 1858, avevano trovato una prima collocazione, furono trasformate in un’elegante sala, decorata da Pietro Pezzati, per la parte figurativa, e da Eustachio Turchini, per gli ornati.  L’unica fonte di illuminazione fu demandata ad un grande lucernario sul soffitto, in modo da usufruire al meglio della luce naturale. Inoltre le pareti furono imbiancate di una tinta confacevole ai dipinti e al centro della sala, fu disposto un mobile ottagono per il riposo dei visitatori. Il nucleo originale comprendeva 35 dipinti, alcuni dei quali sono ora esposti presso il Museo civico.
Nel 1870-72 si intervenne anche sul Salone Comunale, salvaguardandone l’aspetto cinquecentesco, ma eliminando alcuni affreschi e sostituendo un elegante fregio barocco di Pietro Paolo Lippi sotto il soffitto con una meticolosa fascia con figure allegoriche, putti, chimere e stemmi dei luoghi pii e delle istituzioni benefiche, eseguita da Pietro Pezzati.

## Percorso espositivo

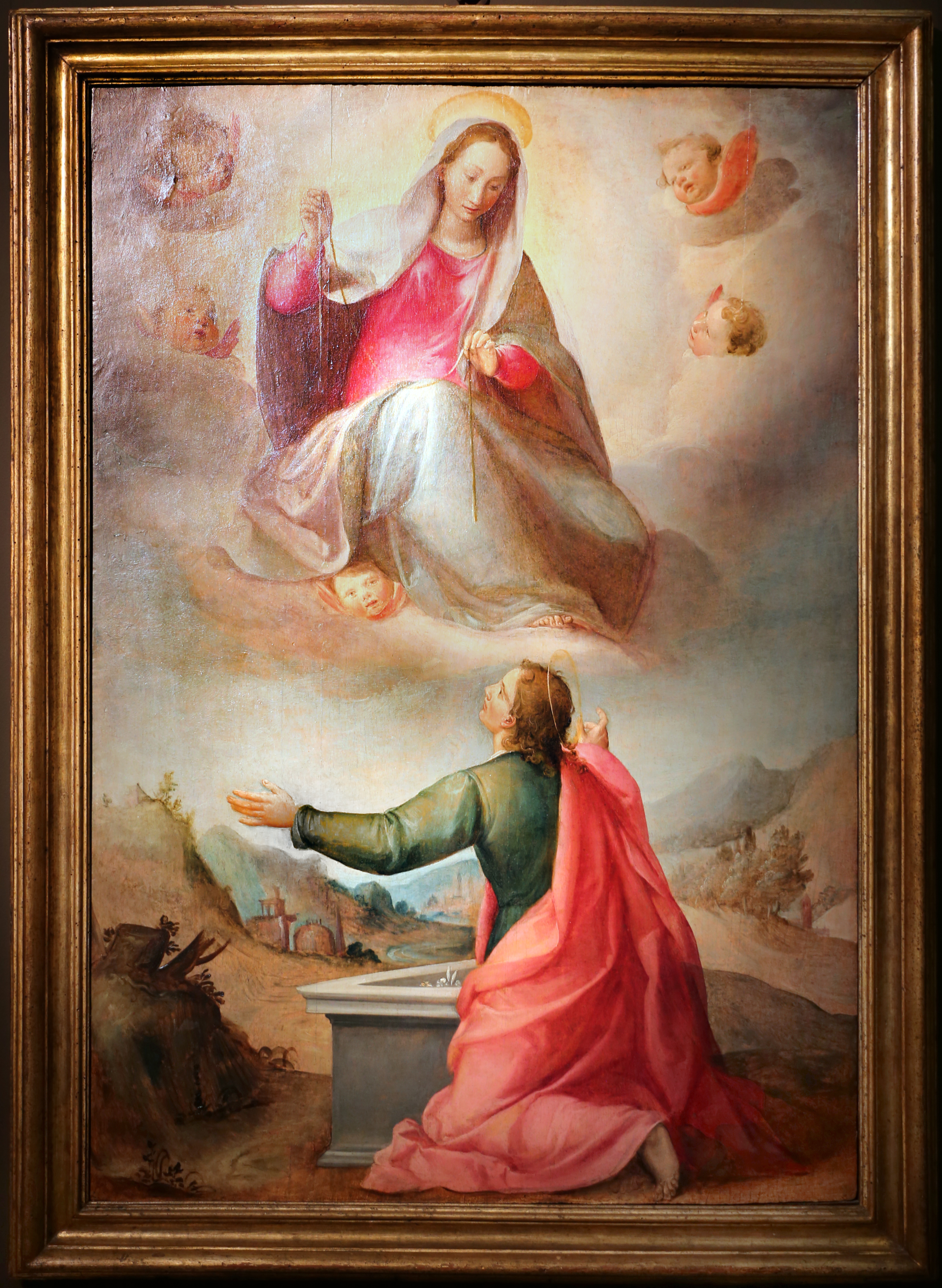
Ludovico Buti, Madonna della Cintola

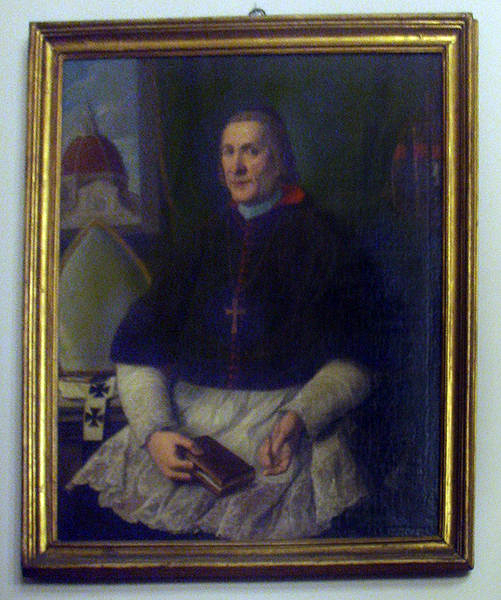
Ritratto di Antonio Martini, pratese, arcivescovo di Firenze

Nell'atrio a piano terra dello scalone principale è visibile al pubblico l'originale della fontana del Bacchino di Ferdinando Tacca.
Il nuovo percorso del Palazzo Comunale si sviluppa attraverso 14 sale del primo piano.
Al primo piano troviamo nove opere donate alla città da Leonetto Tintori nel 1993 e dalla Fondazione Jacques e Yulla Lipchitz nel 2012, esposte insieme ad un dipinto attribuito al Poppi e con lo stemma dei Medici Lorena. L’itinerario prosegue con artisti pratesi di Ottocento e Novecento e dipinti di genere. Una piccola sala è dedicata alla nobildonna Angela Riblet la cui donazione ha portato nelle sale di palazzo Pretorio alcune opere importanti come le tavole di Santi di Tito e Alessandro Allori. Il Gonfalone, che è il simbolo della città di Prato, è stato collocato insieme ad un dipinto raffigurante la Madonna che consegna la cintola a San Tommaso, opera di Ludovico Buti, per ricordare il legame tra Prato e la Madonna della Cintola.
In quello che un tempo era il Teatro dei Semplici è allestita la storica quadreria, sono conservati inoltre vari ritratti dei Podestà di Prato e dei granduchi di Toscana. Non manca il riferimento a illustri pratesi dal Settecento al Novecento (esposto nel corridoio). Il corposo nucleo di 49 dipinti del pratese Arrigo Del Rigo sono esposte nell’attuale Sala della Giunta.

## Lapidi commemorative

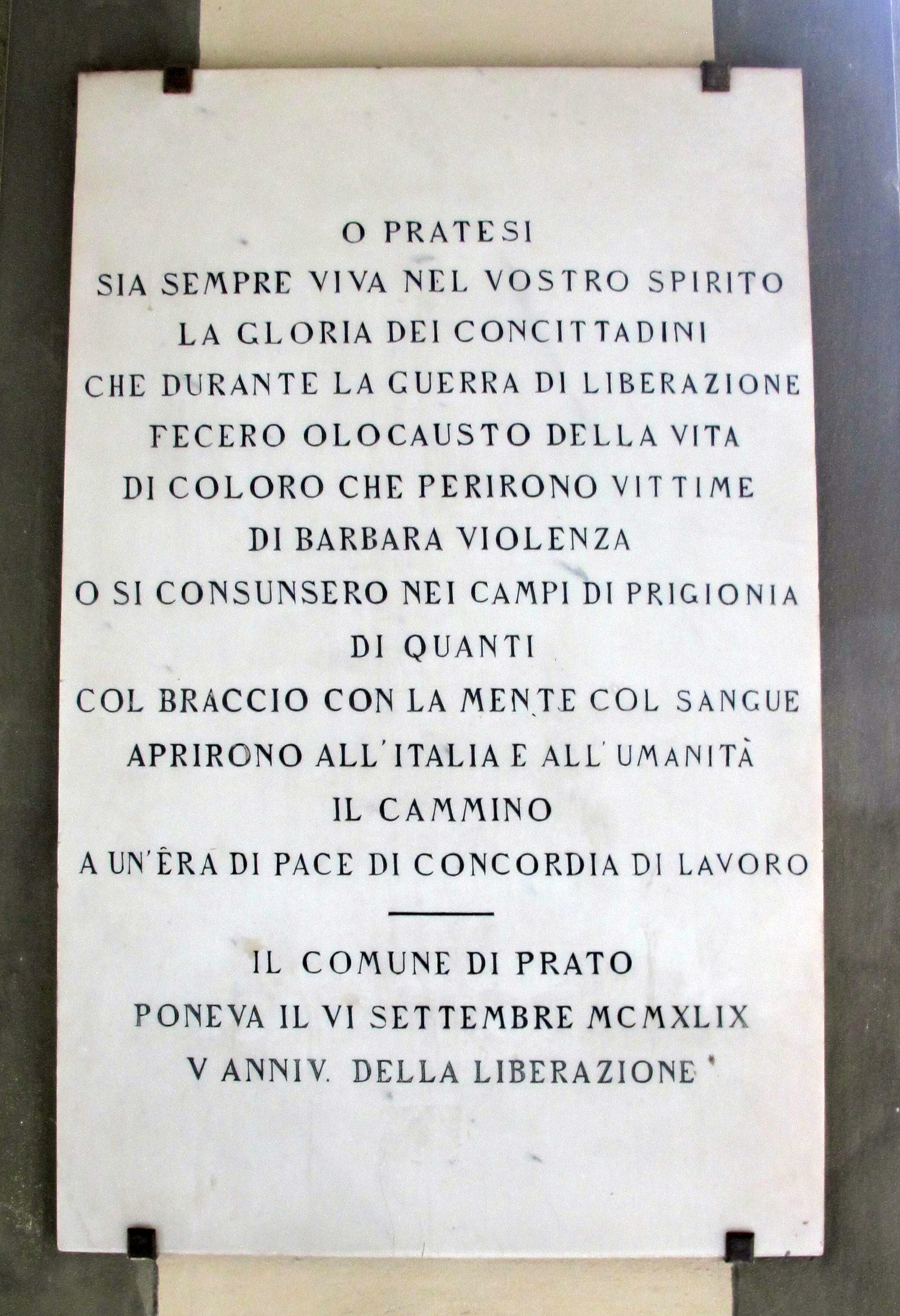
1949, commemorazione della liberazione di Prato
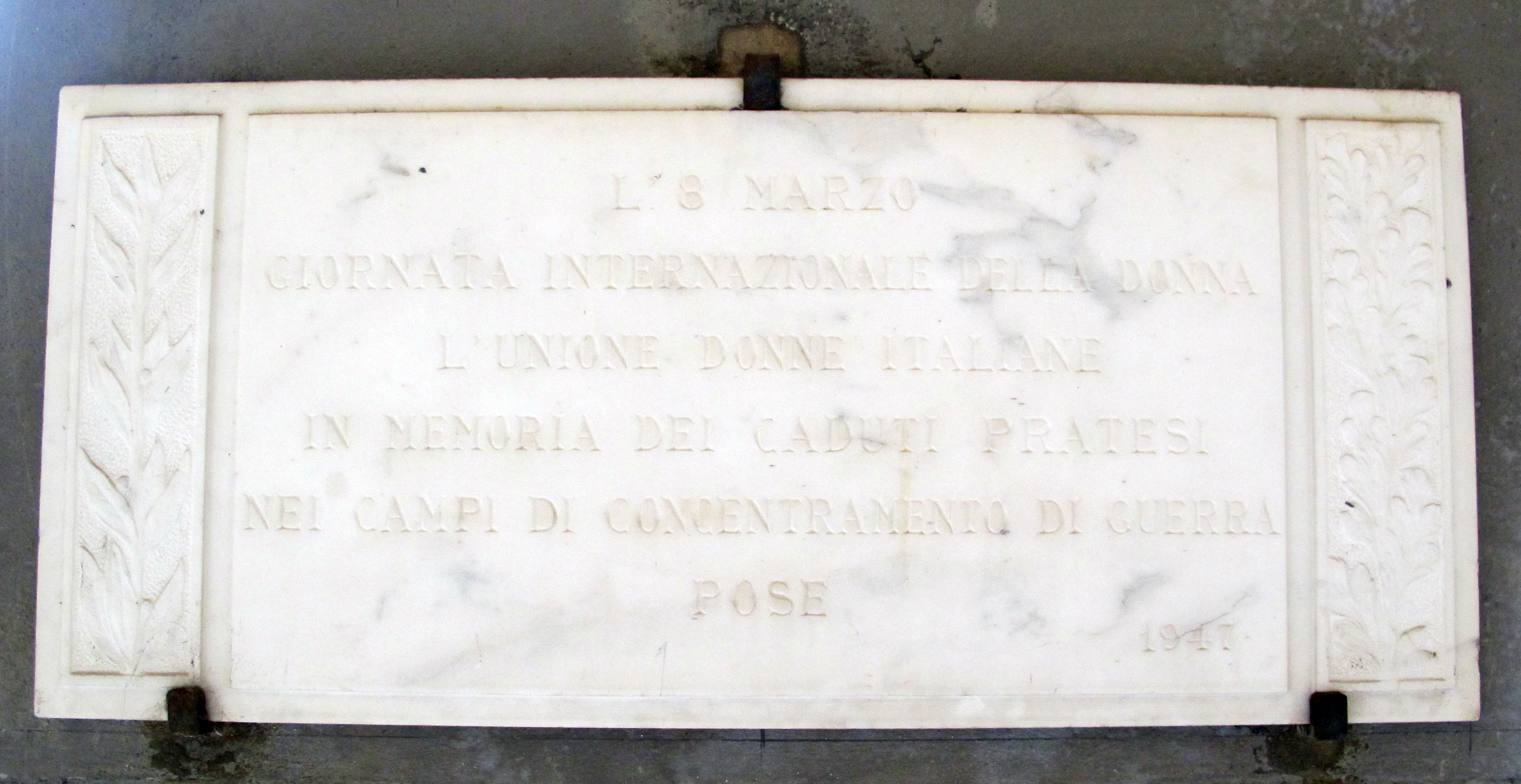
1947, in onore dei caduti nei campi di concentramento
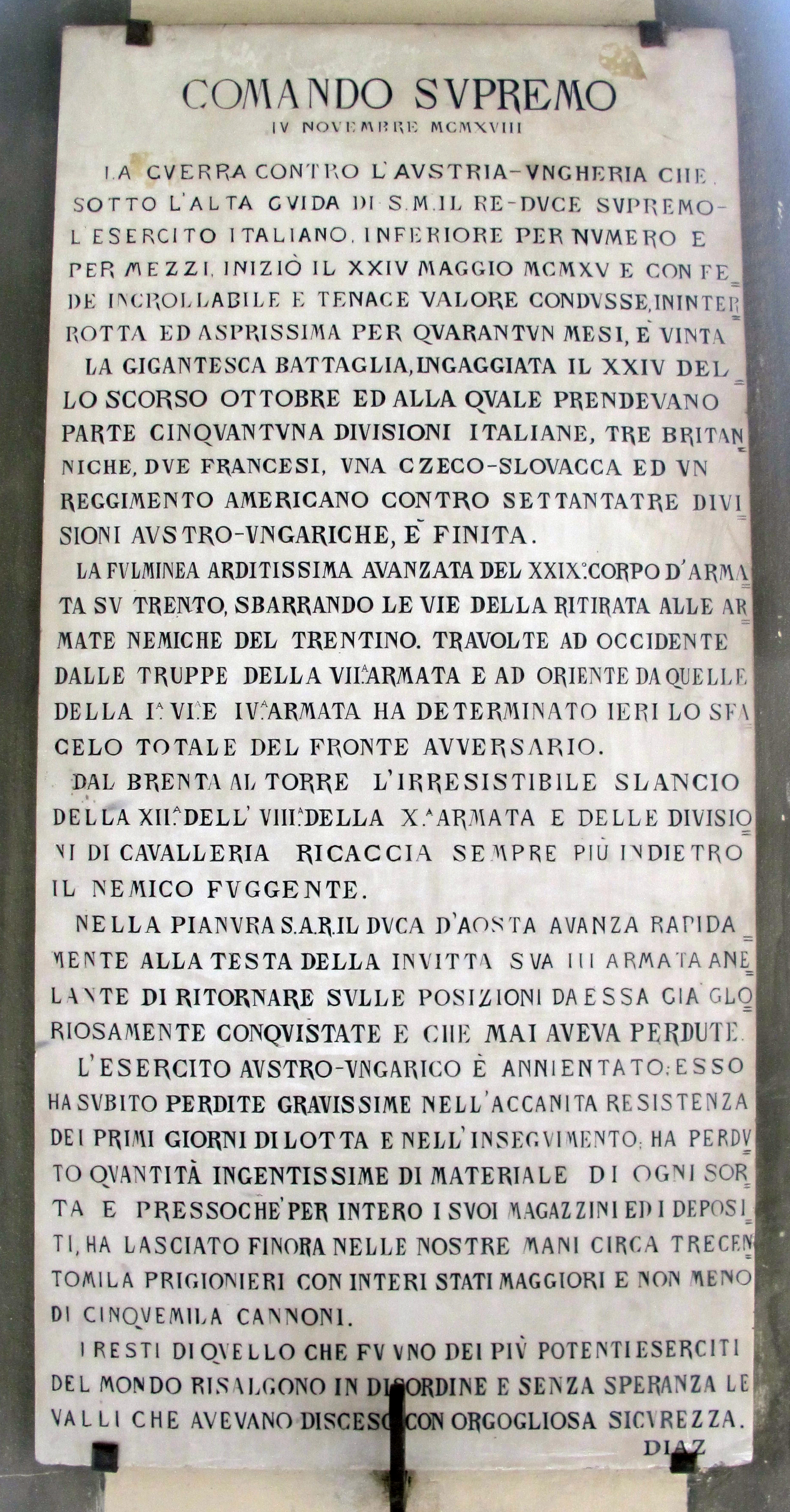
1918, fine della prima guerra mondiale
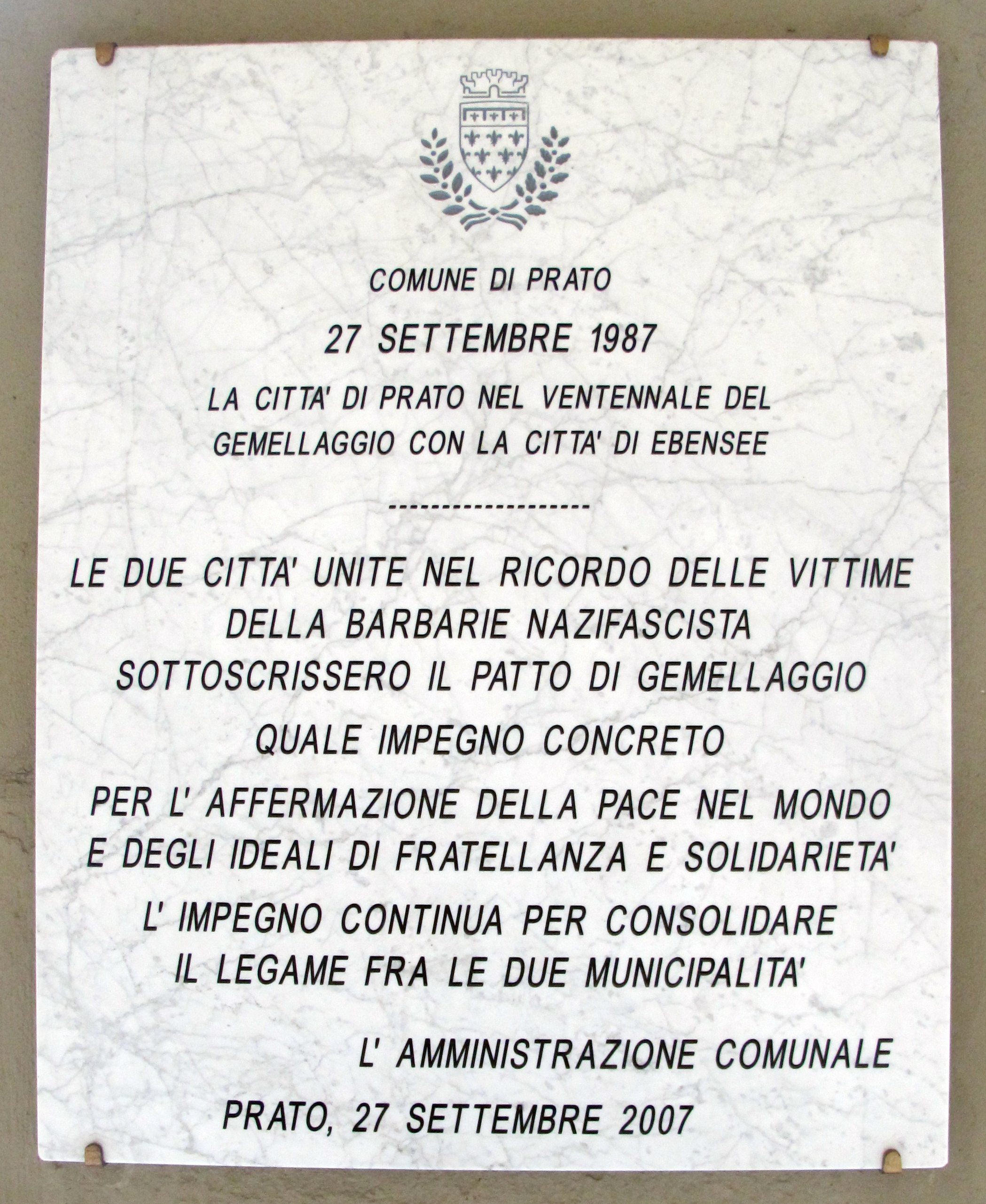
2007, ventennale del gemellaggio con Ebensee
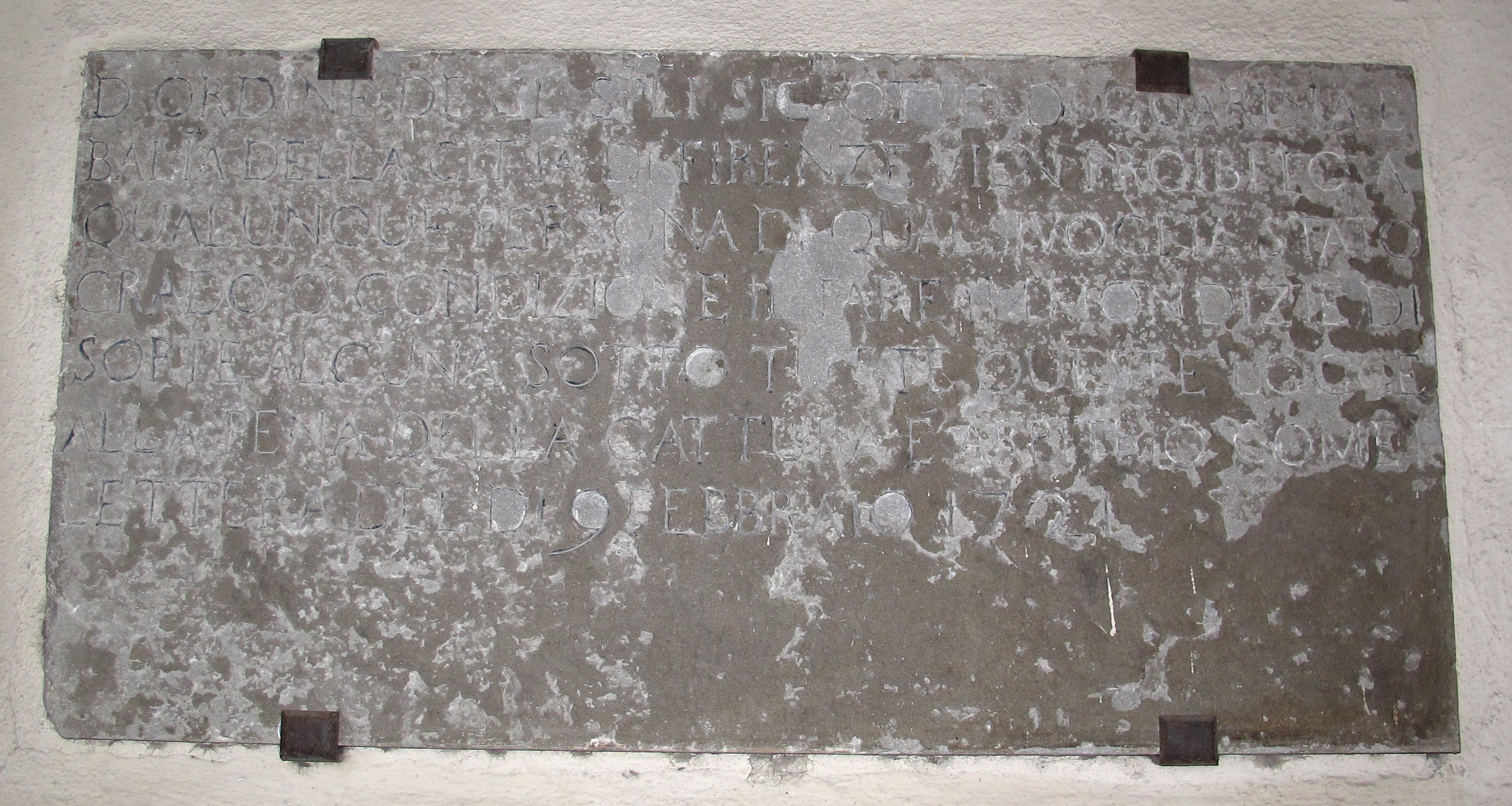